# Jean-Pierre Brucato
Jean-Pierre Brucato (* 7. April 1944 in Créteil; † 14. März 1998 in Rennes) war ein französischer Fußballspieler und -trainer.

## Karriere
Der nur 1,69 m große Außenverteidiger spielte als Jugendlicher bei CO Joinville in der Nachbarschaft von Paris und erhielt 1962 einen Profivertrag vom Erstdivisionär Stade Rennes UC. Höhepunkt seiner dortigen Zeit war das Erreichen des Pokalfinales 1965 gegen UA Sedan-Torcy, in dem er allerdings nicht eingesetzt wurde. Es endete nach Verlängerung 2:2, und zum Wiederholungsspiel vier Tage später änderte Trainer Jean Prouff die Mannschaft auf genau einer Position: für René Cédolin setzte er auf Jean-Pierre Brucato, der nach dem 3:1-Sieg zu den in der Bretagne gefeierten „Pokalhelden“ gehörte. Dennoch wechselte er anschließend zum zweitklassigen Hauptstadtklub Racing Paris, der allerdings zwölf Monate später durch seine Fusion mit Sedan-Torcy faktisch aufgelöst wurde. Daraufhin zog Brucato zum Zweitdivisionär AC Ajaccio weiter, mit dem am Ende der Saison 1966/67 der Aufstieg in die erste Liga gelang. Auf Korsika war er bis 1970 Stammspieler.
Dann verpflichtete ihn der französische Traditionsverein Stade Reims, der am „grünen Tisch“ ausgerechnet zu Lasten von Ajaccio in die Division 1 aufgenommen worden war, und in der Champagne entwickelte Jean-Pierre Brucato sich an der Seite von Spielern wie René Masclaux, Jean-François Jodar, den Brüdern Bernard und Georges Lech sowie den Argentiniern Delio Onnis, Carlos Bianchi und José Santiago Santamaría zu einer unverzichtbaren Größe. Mit seinen 221 Punktspielen im rot-weißen Dress belegt Brucato bis ins 21. Jahrhundert in der „ewigen Liste der Erstliga-Rekordspieler“ des Klubs den zehnten Rang. Einen Titel konnte er mit Reims allerdings nicht gewinnen, zog deshalb im Sommer 1976 zum Ligakonkurrenten SCO Angers weiter – und verpasste dadurch die Teilnahme an einem weiteren Pokalendspiel. Stattdessen stieg er mit Angers 1977 ab und ein Jahr später wieder auf. 1979 ging der inzwischen 35-Jährige nach insgesamt 420 Erstligaspielen für eine Saison noch zu einem Amateurklub, dem „Eisenbahnerverein“ aus Thouars.
Von Brucatos anschließender Trainerzeit sind derzeit nur zwei Stationen zu ermitteln: Anfang der 1980er Jahre war er für Stade Saint-Brieuc und somit wieder in der Bretagne tätig, und Mitte der 1990er trainierte er für eine Saison mit Olympique Alès einen weiteren unterklassigen Verein. Anschließend lebte er in Rennes, wo er im Alter von 53 Jahren starb.

### Vereinsstationen
als Spieler
- 1960–1962: CO Joinville
- 1962–1965: Stade Rennais Université Club (63 Spiele/0 Treffer)[4]
- 1965/66: Racing Club Paris (in D2)
- 1966–1970: AC Ajaccio (102/3; 1966/67 in D2)
- 1970–1976: Stade de Reims (221/1)
- 1976–1979: SCO Angers (34/0, 1977/78 in D2)
- 1979/80: CS Cheminots Thouars (in der Division d’Honneur)

als Trainer
- 1982–1985: Stade Briochin
- 1996/97: Olympique Alès

## Palmarès
- Französischer Pokalsieger: 1965